# Georgi Gospodinow

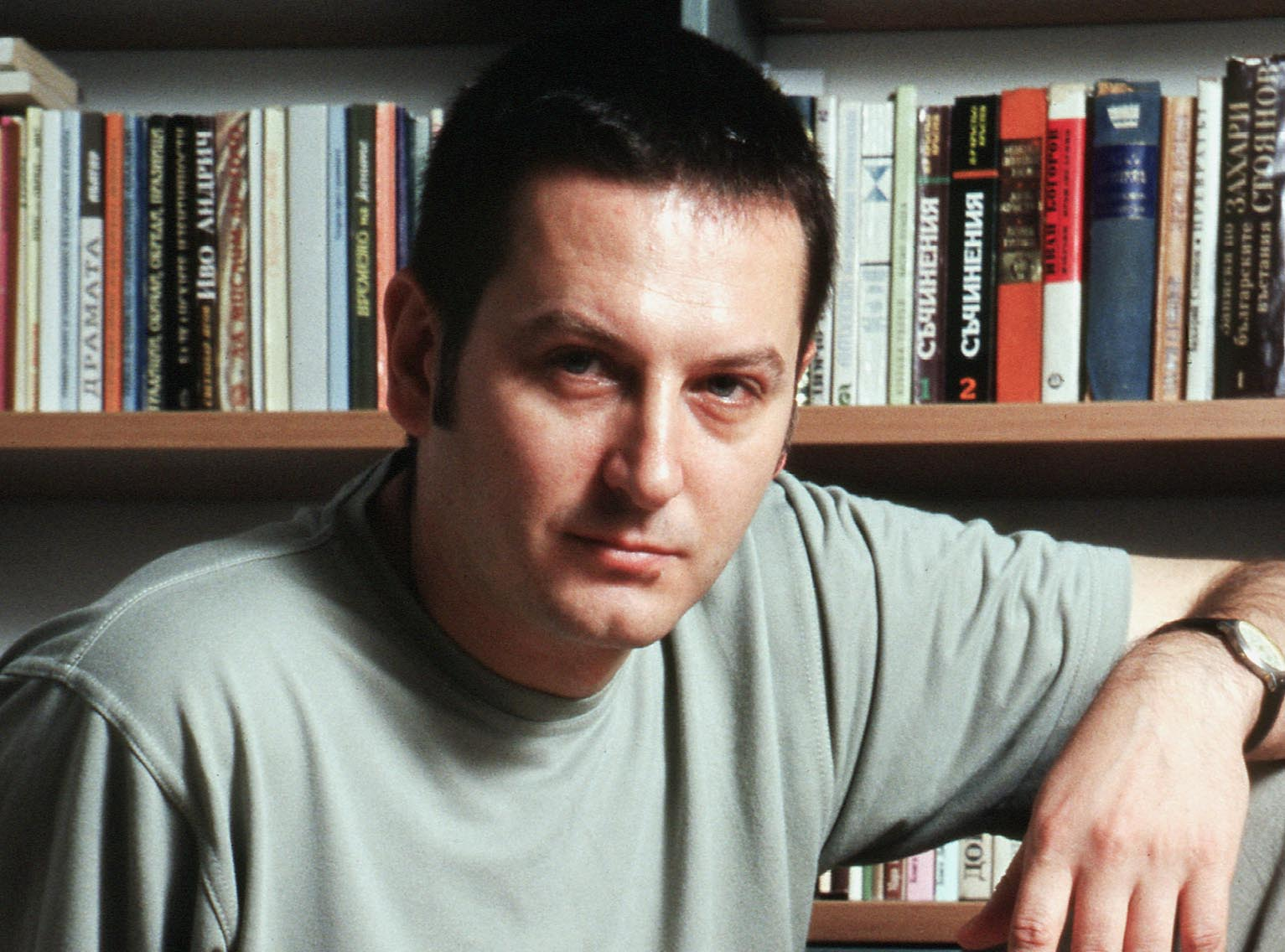
Georgi Gospodinow

Georgi Gospodinow Georgiew (bulgarisch Георги Господинов Георгиев, englisch transkr. Georgi Gospodinov Georgiev; * 7. Januar 1968 in Jambol, Bulgarien) ist ein bulgarischer Schriftsteller. Sein aus Prosa, Lyrik, Dramen sowie Drehbüchern bestehendes Gesamtwerk fand auch international Anerkennung. Sein Debütroman Natürlicher Roman wurde mittlerweile in 23 Sprachen übersetzt und für seinen Roman Zeitzuflucht erhielt er 2023 den International Booker Prize.

## Leben
Gospodinow wuchs in Thrakien auf. Großen Einfluss hatten in seiner Jugend auf ihn der Roman Chronik der bulgarischen Aufstände 1875/1876, Geschichte von Augenzeugen von Sachari Stojanow sowie die Werke der Autoren Pejo Jaworow und Geo Milew.
Er schloss ein Studium der bulgarischen Philologie an der Universität Sofia ab und promovierte später in Neuer Bulgarischer Literatur am Institut für Literatur der Bulgarischen Akademie der Wissenschaften mit einer Dissertation zu Poesie und Medien. Kino, Radio und Werbung bei Wapzarow und den Dichtern der 1940er Jahre (veröffentlicht von Prosveta, 2005). Bereits ab 1995 arbeitete er als wissenschaftlicher Mitarbeiter an der Bulgarischen Akademie der Wissenschaften sowie von 1998 bis 2000 als Dozent für Essayistik und 1999 bis 2000 für zeitgenössische bulgarische Literatur an der Neuen Bulgarischen Universität.
Internationales Ansehen erlangte Gospodinow durch seinen Debütroman Natürlicher Roman (1999). Das Magazin The New Yorker beschreibt diesen als „zügelloses, experimentierfreudiges Debüt“ und The Times bezeichnete das Buch als ein „humorvolles, melancholisches und höchst eigenwilliges Werk“.
Gospodinow hat auch zwei Theaterstücke verfasst, unter anderem D. J. (abgekürzt für Don Juan), das 2004 in Sofia uraufgeführt wurde. Es gewann den Preis für das beste Theaterstück des Jahres und wurde auch in Frankreich und Österreich aufgeführt. Er schrieb auch die bulgarische Originalfassung des Librettos für Aleksander Nowaks englischsprachige Oper Space Opera, die am 14. März 2015 im Posener Teatr Wielki uraufgeführt wurde. Zudem ist er einer der Herausgeber von Ich lebte den Sozialismus: 171 persönliche Geschichten (2006; Az zhiviakh sotsializma: 171 lichni istorii), dem Ergebnis eines zweijährigen Internetprojekts, das zum Ziel hatte, Geschichten gewöhnlicher Menschen über das Leben im Sozialismus zu sammeln.
Gospodinow schreibt regelmäßig Kolumnen für die bulgarische Tageszeitung Dnevnik sowie die Deutsche Welle und ist als Redakteur der bulgarischen Literaturzeitschrift Literaturen westnik tätig.
Im Mai 2016 wurde Gospodinow der Orden der Heiligen Kyrill und Methodius I. Klasse verliehen.
Im selben Jahr wurde der Film Blind Vaysha des bulgarischen Filmemachers Theodore Ushev, basierend auf einer Erzählung Gospodinows, bei der Berlinale 2016 uraufgeführt und für die Oscarverleihung 2017 als bester animierter Kurzfilm nominiert.
Von Januar bis Juni 2019 weilte Gospodinov als Writer in Residence des Literaturhauses Zürich und der Stiftung PWG in Zürich.
2023, im Radiofeature Schwarzmeerien - Welche Zukunft verbindet Bulgarien, Georgien und die Ukraine kommt Gospodinov, politisch aktuell, mit seiner Idee einer besonderen Gemeinschaft der Länder um das Schwarze Meer zu Wort: Die Menschen des unsichtbaren Staates „Schwarzmeerien“ sind durch Kultur, Geschichte, das Lebensgefühl und das Meer verbunden, das sie nur gemeinsam schützen können. Er erwähnt Schwarzmeerien bereits 2013 in einem Essay, als internationale lokale Gemeinschaft, die eine Zukunft hat. „Ich habe ihn wie einen Wikipedia-Artikel aufgebaut: Die Bevölkerung, die Bodenschätze ...“
Gospodinow lebt und arbeitet in Sofia. Er ist mit der Literaturkritikerin Biljana Kurtaschewa verheiratet und hat eine Tochter.

## Auszeichnungen
- 2016: Jan Michalski Preis für Physik der Schwermut[7]
- 2019: Mitteleuropäischer Literaturpreis Angelus für Physik der Schwermut in der polnischen Übersetzung von Magdalena Pytlak
- 2021: Usedomer Literaturpreis
- 2023: Booker Prize für Time Shelter, deutsch Zeitzuflucht

## Werke
Gedichtbände
- Lapidarium. (Лапидариум, 1992)
- Der Kirschbaum eines Volkes. (Чeрешата на един народ/Čerešata na edin narod, 1996)
- Briefe an Gaustin. (Писма до Гаустин/Pisma do Gaustin, 2003)
- Balladen und Maladien. (Балади и разпади/Baladi i razpadi, 2007)
- Kleines morgendliches Verbrechen. Droschl, Graz 2010, ISBN 978-3-85420-767-2.[8]

Romane
- Natürlicher Roman. (Естествен роман / Estestven roman, 1999). Aus dem Bulgarischen von Alexander Sitzmann. Droschl, Graz 2007.
- Physik der Schwermut. (Физика на тъгата, 2011). Aus dem Bulgarischen von Alexander Sitzmann. Droschl, Graz 2014, ISBN 978-3-85420-849-5.[9]
- Zeitzuflucht. (Времеубежище). Aus dem Bulgarischen von Alexander Sitzmann. Aufbau Verlag, Berlin 2022, ISBN 978-3-351-03889-2.
- Der Gärtner und der Tod. Aus dem Bulgarischen von Alexander Sitzmann. Aufbau Verlag, Berlin 2025, ISBN 978-3-351-04261-5.[10]

Kurzgeschichten
- Und andere Geschichten. (И други истории/I drugi istorii, 2001). Auf Deutsch erschienen unter dem Titel: „Gaustín oder Der Mensch mit den vielen Namen.“ Aus dem Bulgarischen von Alexander Sitzmann. Wieser, Klagenfurt 2004.
- 8 Minuten und 19 Sekunden. Aus dem Bulgarischen von Alexander Sitzmann. Droschl, Graz 2016.